# Square Villaret-de-Joyeuse
Le square Villaret-de-Joyeuse est une voie située dans le quartier des Ternes du 17e arrondissement de Paris.

## Situation et accès
Le square Villaret-de-Joyeuse est desservi par la ligne 1 à la station Argentine.

## Origine du nom

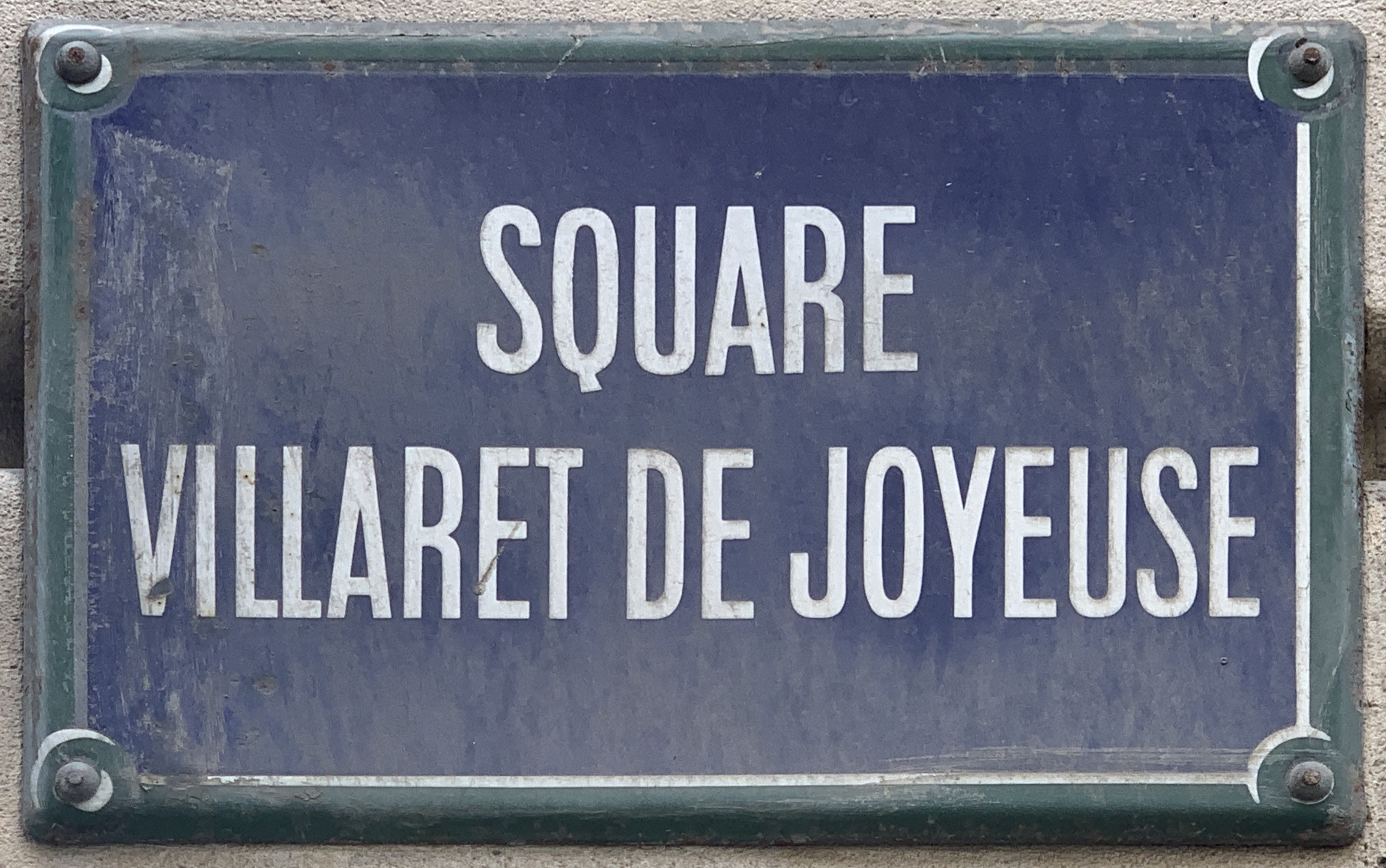
Plaque du square.

Cette voie doit son nom à son débouché sur la rue Villaret-de-Joyeuse.

## Historique
Cette voie en impasse est ouverte sous sa dénomination actuelle vers 1920 et classée dans la voirie parisienne par un arrêté du 13 octobre 1967. Contrairement à l'usage parisien, les numéros pairs sont à gauche. Comme la rue Léon Bonnat. Les immeubles sont principalement de l'architecte Ernest Bertrand.